# Aleksandr Kouzminski
Aleksandr Kouzminski - en russe : Александр Кузьминьский et anglais : Alexander Kuzminski - (né le 12 juillet 1972 à Kiev en République socialiste soviétique d'Ukraine) est un joueur professionnel retraité de hockey sur glace ukrainien et canadien.

## Carrière de joueur
Il commence sa carrière à l'ère soviétique en s'alignant dès la saison 1988-89 avec le HK Sokol Kiev. Il y joue jusqu'en 1992 alors qu'il décide de tenter sa chance en Amérique du Nord. Il joue quatre saisons dans la Colonial Hockey League récoltant 79 points lors de sa meilleure saison. Il a été rappelé une fois avec les Americans de Rochester de la Ligue américaine de hockey mais fut blanchit en cette unique apparition.
Il retourne en Europe pour la saison 1996-97 alors qu'il s'aligne pour un club danois. Il joue ensuite en Finlande, Slovaquie mais s'installe finalement pour quelques saisons en Allemagne. Il y joue jusqu'en 2003, il passe la saison suivante dans trois ligues, soient Allsvenskan en Suède, l'AL-Bank ligaen au Danemark et termine l'année dans la Ligue Magnus en France. En 2004-05, sa dernière saison, il choisit de la passer avec le Cousin de Saint-Hyacinthe dans la Ligue nord-américaine de hockey au Québec.
Au niveau international, il représenta l'URSS à deux reprises. À la seconde occasion lors du Championnat du monde junior, il commence le tournoi représentant l'URSS mais termina le tournoi représentant la Communauté des États indépendants. L'URSS fut dissoute pendant le tournoi.

## Statistiques

### En club
| Saison    | Équipe                    | Ligue            |    | Saison régulière | Saison régulière | Saison régulière | Saison régulière | Saison régulière |   | Séries éliminatoires | Séries éliminatoires | Séries éliminatoires | Séries éliminatoires | Séries éliminatoires |
| Saison    | Équipe                    | Ligue            | PJ | B                | A                | Pts              | Pun              | PJ               | B | A                    | Pts                  | Pun                  |                      |                      |
| 1988-1989 | HK Sokol Kiev             | URSS             | 2  | 0                | 0                | 0                | 0                | -                | - | -                    | -                    | -                    |                      |                      |
| 1989-1990 | HK Sokol Kiev             | URSS             | 39 | 2                | 3                | 5                | 6                | -                | - | -                    | -                    | -                    |                      |                      |
| 1990-1991 | HK Sokol Kiev             | URSS             | 35 | 2                | 0                | 2                | 12               | -                | - | -                    | -                    | -                    |                      |                      |
| 1991-1992 | HK Sokol Kiev             | Russie           | 23 | 1                | 3                | 4                | 8                | -                | - | -                    | -                    | -                    |                      |                      |
| 1992-1993 | Smoke de Brantford        | CoHL             | 45 | 14               | 20               | 34               | 10               | -                | - | -                    | -                    | -                    |                      |                      |
| 1993-1994 | Smoke de Brantford        | CoHL             | 30 | 8                | 10               | 18               | 4                | -                | - | -                    | -                    | -                    |                      |                      |
| 1993-1994 | Wildcats de St. Thomas    | CoHL             | 34 | 10               | 20               | 30               | 10               | 3                | 0 | 1                    | 1                    | 2                    |                      |                      |
| 1993-1994 | Americans de Rochester    | LAH              | 1  | 0                | 0                | 0                | 0                | -                | - | -                    | -                    | -                    |                      |                      |
| 1994-1995 | Wildcats de London        | CoHL             | 68 | 24               | 40               | 64               | 14               | 5                | 2 | 3                    | 5                    | 2                    |                      |                      |
| 1995-1996 | Smoke de Brantford        | CoHL             | 73 | 27               | 52               | 79               | 47               | 12               | 3 | 3                    | 6                    | 8                    |                      |                      |
| 1996-1997 | Gentofte Stars            | Eliteserien      | 47 | 46               | 54               | 100              | 68               | -                | - | -                    | -                    | -                    |                      |                      |
| 1997-1998 | KalPa Kuopio              | SM-liiga         | 45 | 11               | 16               | 27               | 53               | 9                | 2 | 4                    | 6                    | 31                   |                      |                      |
| 1998-1999 | BSC Preussen              | DEL              | 26 | 7                | 15               | 22               | 16               | -                | - | -                    | -                    | -                    |                      |                      |
| 1998-1999 | HKm Zvolen                | Extraliga        | 22 | 6                | 11               | 17               | 10               | 6                | 2 | 2                    | 4                    | 0                    |                      |                      |
| 1999-2000 | BSC Preussen              | DEL              | 53 | 13               | 20               | 33               | 30               | 7                | 0 | 4                    | 4                    | 0                    |                      |                      |
| 2000-2001 | Iserlohn Roosters         | DEL              | 52 | 11               | 21               | 32               | 45               | -                | - | -                    | -                    | -                    |                      |                      |
| 2001-2002 | Kölner Haie               | DEL              | 49 | 2                | 9                | 11               | 16               | -                | - | -                    | -                    | -                    |                      |                      |
| 2001-2002 | Iserlohn Roosters         | DEL              | 9  | 1                | 3                | 4                | 2                | -                | - | -                    | -                    | -                    |                      |                      |
| 2002-2003 | SERC Wild Wings           | DEL              | 50 | 1                | 14               | 15               | 24               | 6                | 2 | 3                    | 5                    | 2                    |                      |                      |
| 2003-2004 | Piteå Hockey              | Allsvenskan      | 8  | 4                | 5                | 9                | 2                | -                | - | -                    | -                    | -                    |                      |                      |
| 2003-2004 | Frederikshavn White Hawks | SuperBest Ligaen | 11 | 3                | 7                | 10               | 10               | 4                | 2 | 1                    | 3                    | 2                    |                      |                      |
| 2003-2004 | Scorpions de Mulhouse     | Ligue Magnus     | 2  | 2                | 1                | 3                | 0                | 5                | 1 | 3                    | 4                    | 2                    |                      |                      |
| 2004-2005 | Cousin de Saint-Hyacinthe | LNAH             | 22 | 3                | 4                | 7                | 0                | -                | - | -                    | -                    | -                    |                      |                      |

### En équipe nationale
| Année | Équipe                            | Compétition                 |   | PJ | B | A | Pts | Pun           |  | Résultat |
| 1989  | Union soviétique                  | Championnat d'Europe junior | 6 | 1  | 1 | 2 | 4   | Médaille d'or |  |          |
| 1992  | Communauté des États indépendants | Championnat du monde junior | 6 | 2  | 0 | 2 | 2   | Médaille d'or |  |          |

### Statistiques de roller-hockey
| Saison | Équipe           | Ligue |    | Saison régulière | Saison régulière | Saison régulière | Saison régulière | Saison régulière |   | Séries éliminatoires | Séries éliminatoires | Séries éliminatoires | Séries éliminatoires | Séries éliminatoires |
| Saison | Équipe           | Ligue | PJ | B                | A                | Pts              | Pun              | PJ               | B | A                    | Pts                  | Pun                  |                      |                      |
| 1995   | Loggers d'Ottawa | RHI   | 20 | 9                | 26               | 35               | 3                | -                | - | -                    | -                    | -                    |                      |                      |